# Йоан (консул 467 г.)
Флавий Йоан (на средногръцки: Φλάβιος Ίωάννης, на латински: Flavius Iohannes) е политик на Източната Римска империя през V век.

## Биография
Фамилията му произлиза от Лихнида. През 467 година той е консул заедно с Илустрий Пусей (на Запад). Между 467 и 468 година e комит и магистър на официите, след това преториански префект на Илирия. През 479 година е в Солун по времето на бунта на Теодорих Страбон. В Солун го посещава консулът Адаманций. Заедно със Сабиниан Магн той убеждава император Зенон да не сключва мир с Теодорих Страбон.
Умира на 42 години. Поетът Христодор го прославя в две поеми.